# Pedro Abád
 Pedro Abád  ou Per Abbat viveu no século XIII foi um escritor que assistiu à tomada da cidade de Sevilha e foi um dos poetas premiados por São Fernando também conhecido como Fernando III de Leão e Castela. 
Foi o autor da única cópia conhecida do Cantar de Mío Cid. 